# Convention internationale sur la protection des oiseaux
La Convention internationale sur la protection oiseaux est un traité signé à Paris le 18 octobre 1950, ratifié en 1953 par l'Autriche, la France, la Grèce et Monaco et entré en vigueur en 1963 pour 13 pays européens. Elle remplace la Convention pour la protection des oiseaux utiles à l’agriculture signée à Paris le 19 mars 1902 pour s'étendre à toutes les espèces d'oiseaux. Le texte du traité a été modifié une première fois en septembre 1973 puis une seconde fois en mars 2016.